# 코카-콜라 음료
코카-콜라 음료(영어: Coca-cola Beverage)는 대한민국 지역의 '코카-콜라' 완제품 생산 및 판매를 담당하는 기업이다. 1996년 11월 코카-콜라 컴퍼니가 대한민국 지역의 생산 및 판매 사업을 직영 체제로 운영할 목적으로 설립했으나, 2007년 10월 LG생활건강에 매각하여 LG그룹의 계열사가 되었다.
대한민국 지역에서는 코카-콜라 컴퍼니 소유의 한국 코카-콜라가 음료 원액을 생산하고, LG생활건강 소유의 코카-콜라 음료는 생산된 원액을 받아 완제품으로 재가공, 유통, 판매 하는 업무를 맡고 있다.

## 연혁

### 기업 설립 이전
- 1950년 한국에 '코카-콜라' 최초 공개
- 1968년 9월 한양식품이 국내 최초의 보틀러[1]로 제품 생산 및 판매
- 1969년 우성식품이 부산·경남 지역 보틀러[1]로 제품 생산 및 판매
- 1971년 호남식품이 호남지역 보틀러[1]로 제품 생산 및 판매
- 1974년 코카-콜라 컴퍼니, 한국 지역 원액 생산 및 상표보호, 브랜드 프로모션을 담당하는 기업 '한국 코카-콜라' 설립
- 1983년 84 LA 올림픽 공식 후원사 지정
- 1985년 86 아시안 게임 및 88 서울 올림픽 공식 음료 후원사 지정
- 1990년 포르투칼 세계청소년 축구대회 공식 후원사 지정
- 1991년 92 바르셀로나 올림픽 공식 후원사 지정
- 1993년 두산음료가 한양식품 인수, 서울·경기·강원 지역 제품 생산 및 판매
- 1993년 94 FIFA 월드컵 공식 후원사 지정
- 1995년 96 애틀란타 올림픽 공식 후원사 지정

### 기업 설립 및 인수
- 1996년 11월 코카-콜라 컴퍼니, 한국 지역 완제품 생산 및 판매 기업 한국코카-콜라보틀링㈜ 설립
- 1997년 9월 한국코카-콜라보틀링(주), '두산음료·호남식품·우성식품'의 생산 설비 및 판매 시스템 인수하여 국내 단일 보틀링[1] 시스템 구축
- 1999년 시드니 올림픽 공식 후원사 지정
- 2001년 2002 한일 월드컵 공식 후원사 지정
- 2005년 2006 독일 월드컵 공식 후원사 지정
- 2007년 10월 LG생활건강, 코카-콜라 컴퍼니로부터 '한국 코카-콜라보틀링㈜ 인수
- 2008년 1월 한국코카-콜라보틀링㈜에서 코카-콜라 음료㈜로 사명 변경 (LG생활건강의 자회사)
- 2010년 4월 코카-콜라 음료㈜, '㈜한국음료' 인수
- 2011년 1월 10일 해태htb 인수
- 2021년 3월 한국장애인고용공단이 자회사형 장애인표준사업장 설립 협약 체결

## 제품 출시
- 1968년 9월 '환타' 출시
- 1976년 4월 '킨사이다' 출시
- 1988년 4월 '아쿠아리우스'출시
- 1994년 6월 '파워에이드' 출시
- 2005년 4월 주스 브랜드 '미닛메이드' 출시
- 2008년 5월 '조지아' 커피 출시
- 2008년 12월 '휘오 제주 V워터+', '글라소 비타민워터' 출시
- 2010년 1월 먹는 샘물 '휘오 다이아몬드' 출시
- 2013년 3월 '태양의 마테차' 출시
- 2014년 8월 탄산수 '씨그램' 출시
- 2015년 5월 코코넛 워터 ' ZICO' 출시

## 본점 및 지점 현황
- 본점: 경상남도 양산시 충렬로 269 (유산동)
- 광주지점: 광주광역시 북구 양일로 130 (양산동)
- 안양지점: 경기도 안양시 만안구 박달로 337 (박달동)
- 대구지점 : 대구광역시 서구 문화로 77 (이현동)
- 충주지점 : 충청북도 충주시 중앙탑면 탄금대로 835 (탑평리)
- 진주지점 : 경상남도 진주시 금산면 월아산로 1320 (갈전리)
- 춘천지점 : 강원특별자치도 춘천시 퇴계공단1길 41 (퇴계동)

## 같이 보기
- LG생활건강
- 한국 코카-콜라
- 코카-콜라 컴퍼니
- 일본 코카-콜라
- 롯데칠성음료